# Lando Calrissian
Lando Calrissian er en person fra Star Wars universet. Han dukker første gang op i Star Wars Episode V: Imperiet slår igen (1980) og ses også i Star Wars Episode VI: Jediridderen vender tilbage (1983). Han spilles af skuespilleren Billy Dee Williams.

## Optrædener

### Film

#### Original-trilogien
Lando Calrissian optræder første gang i Imperiet slår igen som administrator af Cloud City, der primært bekymrer sig om at holde Imperiet ude af sine affærer. Dusørjægeren Boba Fett, der arbejder for Darth Vader, sporer Han Solo, Prinsesse Leia, Chewbacca og C-3PO i den ødelagte Tusindårsfalk til Bespin. Kort tid før Solo og besætningen når Bespin, ankommer Darth Vader og en deling af Imperiets styrker til Bespin og truer med at overtage byen. Lando bliver tvunget af Vader til at forråde sin gamle ven og overgive ham til Boba Fett. For ikke at overlade byen i hænderne på Imperiet, overgiver Lando sig, men hans samvittighed kan ikke klare det, da Vader ikke holder sit løfte og tager Leia og Chewbacca som fanger. Da Lando sætter Leia, C-3PO og Chewbacca fri, prøver Chewbacca at kvæle ham for at overgive Han til Vader og Fett, og Leia fortæller vredt, at de ikke behøver Landos hjælp til at sætte efter Fett, der flygter med Solo. I den følgende evakuering af Cloud City, hjælper han Leia, Chewbacca, C-3PO og R2-D2 med at flygte. Derpå hjælper han Leia med at redde Luke Skywalker, der gik i Vaders fælde og mistede sin højre hånd i en duel, fra undersiden af Cloud City. Derefter tilslutter han sig Oprørsalliancen og lover Leia at finde Han.
I Star Wars Episode VI: Jediridderen vender tilbage går Lando under jorden for at hjælpe Luke med at redde Han fra den kriminelle Jabba the Hutt. Under en kamp med Jabbas håndlanger, redder Han Lando fra at blive fortæret af Sarlacc; Lando hjælper derpå Han og de andre med at ødelægge Jabbas pram. Som tak for hans helteindsats bliver han udnævnt til general i Oprørsalliancen. Lando indtager pilotsædet i sit gamle skib, Tusindårsfalken, og leder angrebet mod den anden Dødsstjerne. Han hjælper Oprørerne til sejr ved at destruere Imperiets gigantiske kampstation.